# Titularbistum Antium
Antium (ital.: Anzio) ist ein Titularbistum der römisch-katholischen Kirche. 
Es geht zurück auf einen früheren Bischofssitz in der Stadt Anzio, die sich in der italienischen Region Latium befindet. Das Bistum wurde im 6. Jahrhundert aufgelöst.
| Titularbischöfe von Antium |                                                                  |                                            |                    |                |
| Nr.                        | Name                                                             | Amt                                        | von                | bis            |
| 1                          | Mario Nasalli Rocca di Corneliano Titularerzbischof pro hac vice | Kurienerzbischof                           | 11. April 1969     | 28. April 1969 |
| 2                          | Emanuele Clarizio Titularerzbischof pro hac vice                 | Apostolischer Pro-Nuntius Kurienerzbischof | 14. Juni 1969      | 16. April 2001 |
| 3                          | Giuseppe De Andrea Titularerzbischof pro hac vice                | Apostolischer Nuntius                      | 28. Juni 2001      | 29. Juni 2016  |
| 4                          | Oscar Eduardo Miñarro                                            | Weihbischof in Merlo-Moreno (Argentinien)  | 19. September 2016 |                |